# Dmitrij Kuzniecow
Dmitrij Wiktorowicz Kuzniecow (ros. Дмитрий Викторович Кузнецов, ur. 28 sierpnia 1965 w Moskwie) – piłkarz rosyjski grający na pozycji defensywnego pomocnika.

## Kariera klubowa
Karierę piłkarską Kuzniecow rozpoczął w rodzinnej Moskwie, w klubie FSzM Moskwa. Tam grał w latach 1982–1983, a w 1984 roku został zawodnikiem innego stołecznego klubu, CSKA Moskwa. W jego barwach zadebiutował w drugiej lidze, a w pierwszej zaczął występować w 1987 roku. Lata 1988–1989 znów upłynęły pod znakiem gry w drugiej lidze, a w 1990 roku drużyna z Kuzniecowem ponownie grała w ekstraklasie ZSRR. Jako beniaminek została wicemistrzem kraju, a rok później wywalczyła mistrzostwo Związku Radzieckiego, jako ostatni zespół w historii. W tamtym roku Kuzniecow zdobył także Puchar ZSRR (3:2 w finale z Torpedo Moskwa).
Pod koniec 1991 roku Kuzniecow został piłkarzem hiszpańskiego Espanyolu Barcelona, w którym stał się trzecim Rosjaninem obok Igora Korniejewa i Dmitrija Galiamina. W Primera Division zadebiutował 16 lutego w przegranym 1:2 domowym meczu z Atlético Madryt. Latem 1992 wrócił na krótko do CSKA, ale potem wrócił do Espanyolu. W sezonie 1992/1993 zespół spadł do Segunda División, ale już po roku wrócił do pierwszej ligi Hiszpanii. W Espanyolu Dmitrij spędził także pierwszą połowę sezonu 1994/1995. W drugiej grał w drugoligowej Lleidzie. Od lata 1995 występował w Deportivo Alavés, a następnie od 1996 do 1997 roku był zawodnikiem innego drugoligowca, Osasuny Pampeluna.
Latem 1997 Kuzniecow wrócił do CSKA Moskwa i piłkarzem tego klubu był przez rok. W połowie 1998 roku przeszedł do Arsenału Tuła, w barwach którego grał w Pierwszej Dywizji. W 1999 roku znów grał w Premier Lidze, tym razem w zespole Lokomotiwu Niżny Nowogród. Od 2000 roku grał w Sokole Saratów, z którym wywalczył awans do Premier Ligi i grał w niej w 2001 roku. W 2002 roku pomógł Torpedo-ZIŁ Moskwa w utrzymaniu w lidze, a na koniec roku zakończył karierę jako piłkarz Wołgaru-Gazprom Astrachań.
| Sezon   | Klub                        | Kraj      | Rozgrywki        | Mecze | Bramki |
| ------- | --------------------------- | --------- | ---------------- | ----- | ------ |
| 1982    | FSzM Moskwa                 | ZSRR      | 4. liga          | 4     | 0      |
| 1983    | FSzM Moskwa                 | ZSRR      | 4. liga          | 24    | 1      |
| 1984    | CSKA Moskwa                 | ZSRR      | 1. liga          | 21    | 0      |
| 1985    | CSKA Moskwa                 | ZSRR      | 2. liga          | 32    | 0      |
| 1986    | CSKA Moskwa                 | ZSRR      | 2. liga          | 42    | 2      |
| 1987    | CSKA Moskwa                 | ZSRR      | 1. liga          | 28    | 1      |
| 1988    | CSKA Moskwa                 | ZSRR      | 2. liga          | 36    | 8      |
| 1989    | CSKA Moskwa                 | ZSRR      | 2. liga          | 41    | 15     |
| 1990    | CSKA Moskwa                 | ZSRR      | 1. liga          | 22    | 5      |
| 1991    | CSKA Moskwa                 | ZSRR      | 1. liga          | 29    | 12     |
| 1991/92 | RCD Espanyol                | Hiszpania | Primera Division | 13    | 4      |
| 1992    | CSKA Moskwa                 | Rosja     | Priemjer-Liga    | 7     | 5      |
| 1992/93 | RCD Espanyol                | Hiszpania | Primera Division | 31    | 0      |
| 1993/94 | RCD Espanyol                | Hiszpania | Segunda División | 32    | 6      |
| 1994/95 | RCD Espanyol                | Hiszpania | Primera Division | 5     | 0      |
| 1994/95 | UE Lleida                   | Hiszpania | Segunda División | 14    | 2      |
| 1995/96 | Deportivo Alavés            | Hiszpania | Segunda División | 33    | 3      |
| 1996/97 | CA Osasuna                  | Hiszpania | Segunda División | 30    | 5      |
| 1997    | CSKA Moskwa                 | Rosja     | Priemjer-Liga    | 18    | 1      |
| 1998    | CSKA Moskwa                 | Rosja     | Priemjer-Liga    | 12    | 0      |
| 1998    | Arsenał Tuła                | Rosja     | Pierwyj diwizion | 18    | 1      |
| 1999    | Lokomotiw-NN Niżny Nowogród | Rosja     | Priemjer-Liga    | 25    | 4      |
| 2000    | Sokoł Saratów               | Rosja     | Pierwyj diwizion | 16    | 2      |
| 2001    | Sokoł Saratów               | Rosja     | Priemjer-Liga    | 20    | 0      |
| 2002    | Torpedo-ZIŁ Moskwa          | Rosja     | Priemjer-Liga    | 14    | 1      |
| 2002    | Wołgar-Gazprom Astrachań    | Rosja     | Pierwyj diwizion | 13    | 0      |

## Kariera reprezentacyjna
W reprezentacji Związku Radzieckiego Kuzniecow zadebiutował 21 listopada 1990 roku w zremisowanym 0:0 towarzyskim meczu ze Stanami Zjednoczonymi. W kadrze ZSRR rozegrał 12 meczów i strzelił 2 gole. W 1992 roku występował w reprezentacji Wspólnoty Niepodległych Państw (8 spotkań). Był jej podstawowym zawodnikiem na Euro 92 i zaliczył tam trzy występy: z Niemcami (1:1), z Holandią (0:0) i ze Szkocją (0:3). 24 marca 1993 rozegrał swój pierwszy mecz w barwach reprezentacji Rosji, zremisowany 2:2 z Izraelem. W 1994 roku został powołany przez selekcjonera Pawła Sadyrina do kadry na Mistrzostwa Świata w USA. Tam wystąpił we dwóch grupowych spotkaniach: przegranych 0:2 z Brazylią i 1:3 ze Szwecją, który był jego ostatnim w kadrze narodowej. Łącznie wystąpił w niej 8 razy.